# Homozentrische Sphären
Die Theorie der homozentrischen Sphären wurde im 4. Jahrhundert v. Chr. von Eudoxos von Knidos entwickelt. Sie diente zur Berechnung der Planetenbewegung im Rahmen eines geozentrischen Weltbildes. Es handelt sich nicht um ein kosmologisches Modell, sondern nur um eine mathematische Darstellung. Es bestand kein Anspruch auf Wiedergabe einer physikalischen Realität. Jedem Planeten sowie dem Mond und der Sonne sind mehrere miteinander verbundene Sphären zugeordnet. Alle Sphären drehen sich um einen gemeinsamen Mittelpunkt, deswegen homozentrisch (mit gleichem Zentrum). Alle einem Planeten zugeordneten Sphären sind miteinander verbunden. So übertragen sich die Bewegungen der jeweils äußeren Sphären auf die jeweils innerste, auf der sich das Gestirn befindet.
Durch komplizierte Rechenoperationen konnte mit dieser Theorie die Bewegung von Planeten berechnet und deren Standort am Himmel vorhergesagt werden. Nikolaus Kopernikus lehnte diese Theorie ab, da sie keine Möglichkeit bot, die Abstände zwischen einzelnen Planeten zu berechnen. Die Ablehnung der Theorie der homozentrischen Sphären gehörte zu den gedanklichen Schritten, die ihn zur Entwicklung seines heliozentrischen Weltbildes führten.